# Grūtas Park

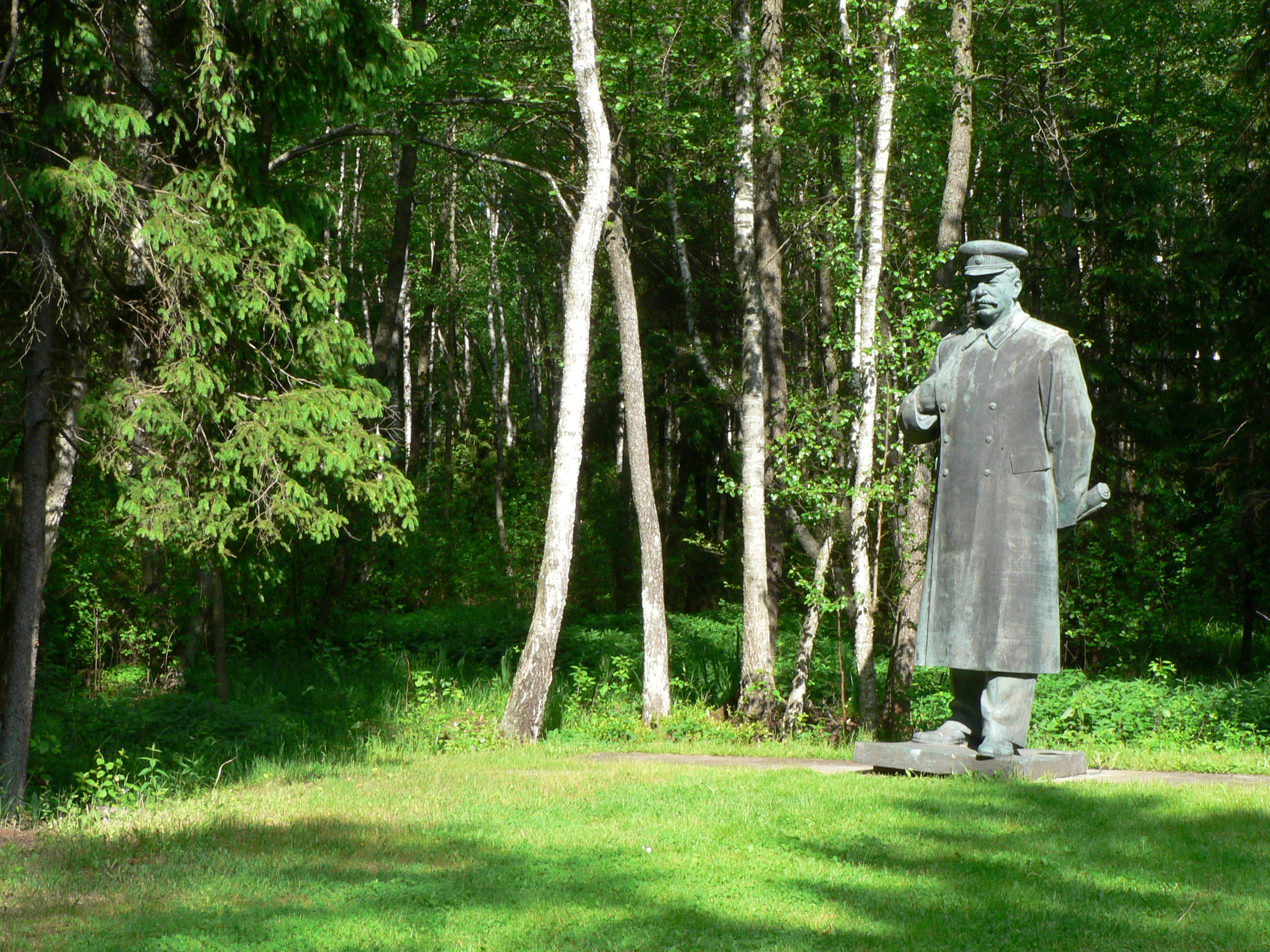
Standbeeld van Jozef Stalin in Grūtas Park; Stond oorspronkelijk in Vilnius.

Grūtas Park (officieus bekend als Stalins Wereld; Litouws Grūto parkas) is een tuin van beelden uit de Sovjet-Unie en een expositie van andere Sovjet-relikwieën uit de tijd van de Litouwse SSR. Het is in 2001 gesticht door de ondernemer Viliumas Malinauskas. Het park ligt in de buurt van Druskininkai, op ca 130km ten zuidwesten van Vilnius, in Litouwen. Voor het park moet entree betaald worden.

## Geschiedenis
Na de onafhankelijkheid van Litouwen vanuit de Sovjet-Unie in 1990 werden in allerlei plaatsen de Sovjet-beelden neergehaald en weggegooid. Malinauskas vroeg de Litouwse autoriteiten om hem deze beelden over te dragen, zodat hij er een particulier gefinancierd museum mee kon maken. Het park is aangelegd in het drasland nabij het Nationaal Park Dzūkija. Er staan naast beelden en memorabilia zoals een kvas-tankwagen ook replica's van bouwwerken van de gevangenenkampen, zoals wachttorens. houten paden en prikkeldraad-hekken. Het besluit om het museum te vestigen leidde tot felle protesten, en nog altijd is het park controversieel. Het park en de stichter wonnen in 2001 de Ig Nobelprijs.

## Expositie

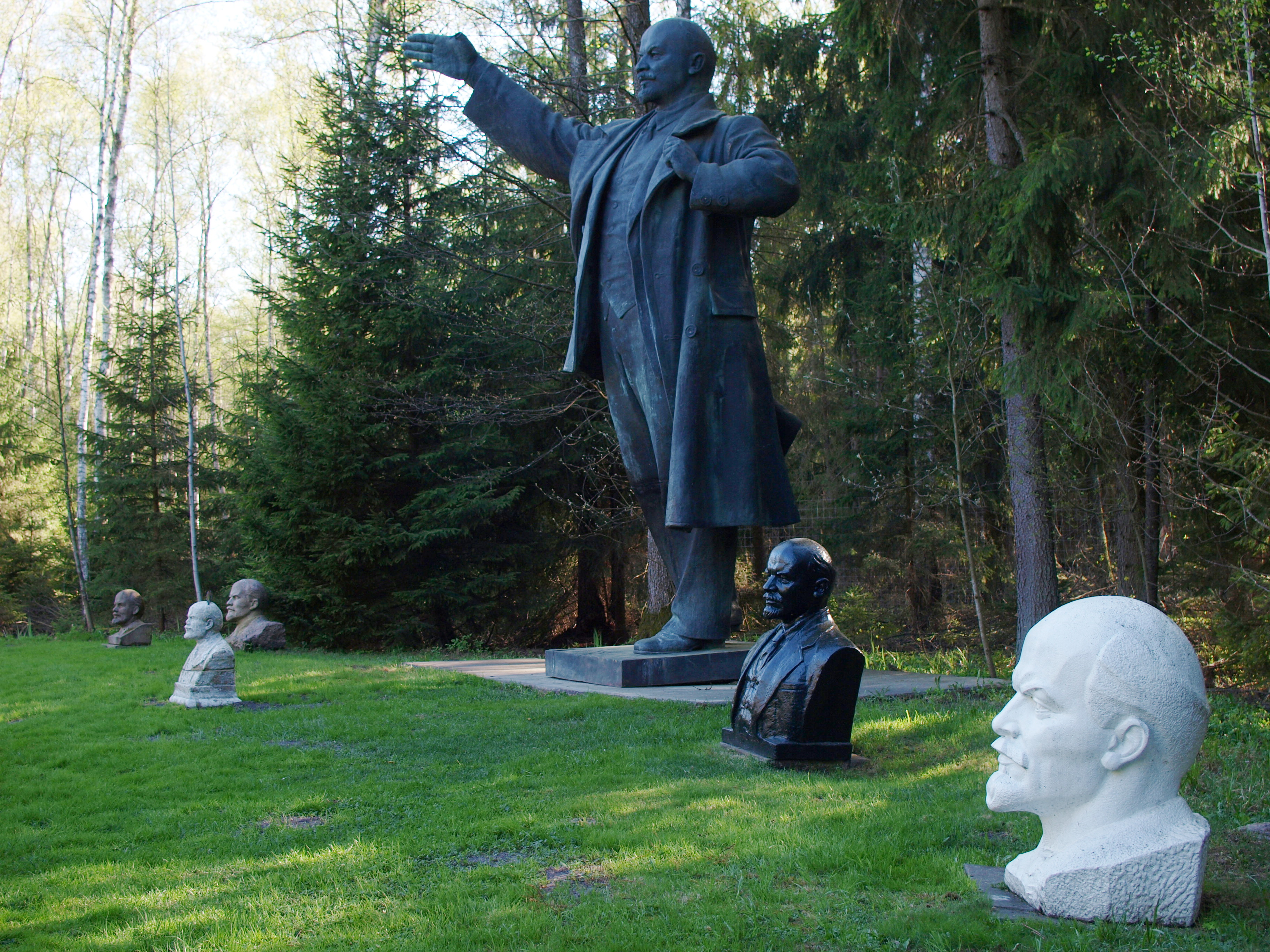
Borstbeeld en beeld van Vladimir Lenin

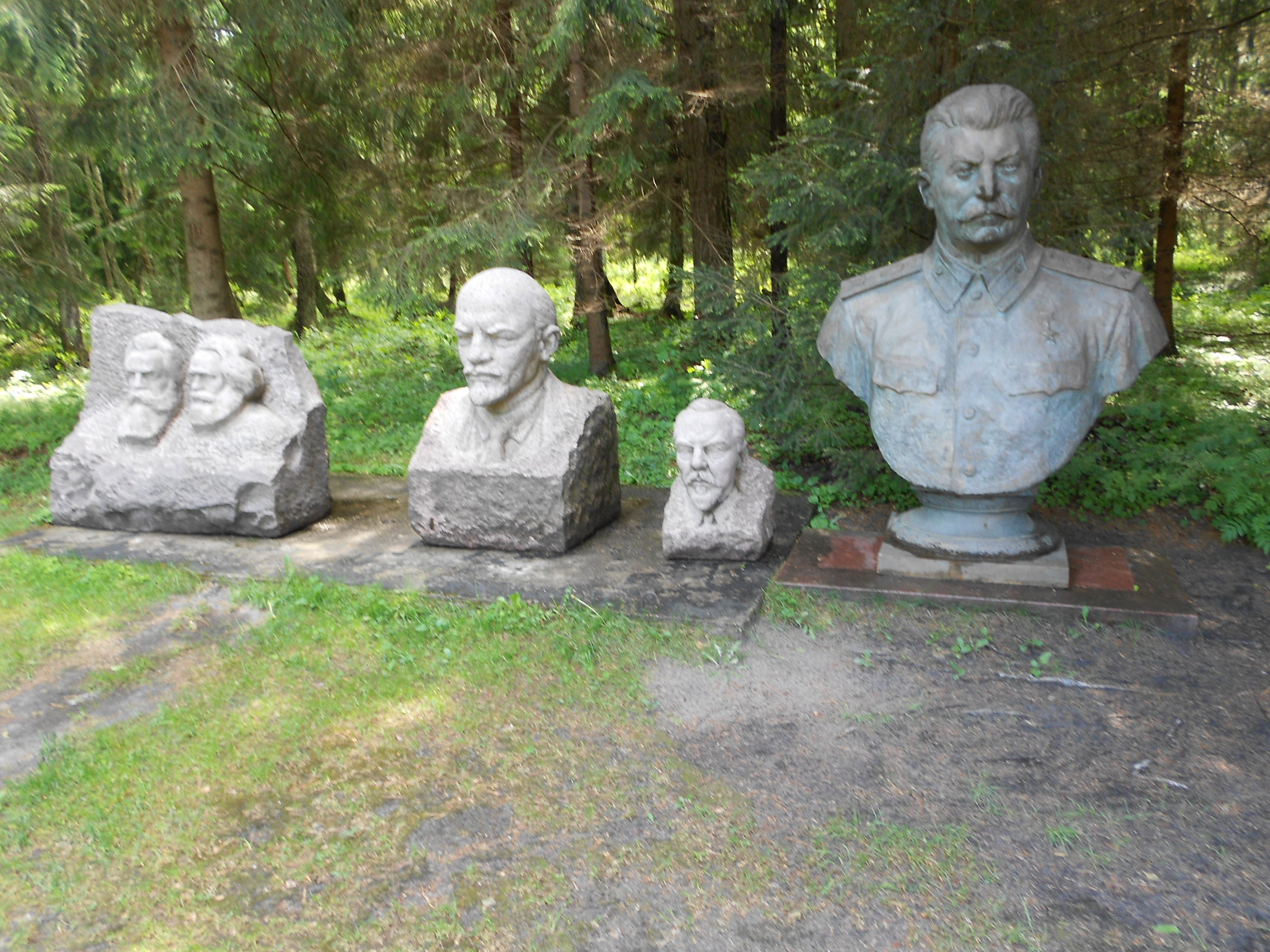
Borstbeelden van communisten

Naar de ingang van de expositie toe staan er treinwagons die werden gebruikt voor de deportaties naar Siberië, met daarbij uitleg over de Sovjet-terreur. De bezoeker kan deze van binnen bezichtigen. Daar tegenover hangen wereldwijd (ook Nederlandse en Belgische) gepubliceerde krantenartikelen over het park.
De expositie, bestaand uit 86 beelden door 46 beeldhouwers, is in diverse sferen ingericht. Elk beeld toont een Sovjet- of socialistisch activist en velen van hen zijn etnisch Litouws. De totalitaire sfeer toont bijvoorbeeld de beelden van de belangrijkste communistische leiders en denkers, inclusief Lenin, Stalin en Marx. Alle 20 hectaren van het park doen denken aan de strenge Siberische toestanden zoals die destijds waren in de concentratiekampen, inclusief wachttorens.